# Amphinomos und Anapias

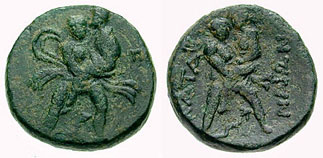
Katana, Æ16, nach 212 v. Chr. (Calciati 11)

Amphinomos und Anapias (altgriechisch Ἀμφίνομος Amphínomos und Ἀναπίας Anapías, auch Anapis oder Anapius, auch pii fratres Catanenses) waren ein Symbol für die pietas gegenüber den Eltern.
Das fromme Brüderpaar aus Katane soll während eines Ausbruchs des Ätna seine Eltern aus den Flammen getragen haben und dabei auf wundersame Weise gerettet worden sein. 
Die Geschichte wird von zahlreichen Autoren geschildert. Lykurgos von Athen spricht noch von nur einem jungen Mann, andere Schriftsteller wie Seneca, Pausanias und auch Claudian erwähnen dagegen das Brüderpaar. Abweichende Namen tauchen etwa bei Johannes Stobaios auf. Die Heldentat wurde auch auf katanischen und römisch-republikanischen Münzen dargestellt und an einem Ort, der nach den beiden jungen Männern Εὐσεβῶν χῶρος Eusebṓn chṓros genannt wurde, wurden Standbilder von Amphinomos und Anapias errichtet.